# Erupción del volcán Hudson de 1991
La erupción del volcán Hudson de 1991 es una de las más violentas que se han registrado en la historia de Chile. El Hudson entró en erupción violentamente entre el día 21 de junio de 1991 y permaneció en actividad hasta el 29 de diciembre del mismo año.

## Características
La explosión fue acompañada por intensas tormentas eléctricas, lluvias torrenciales y un enorme volumen de material volcánico arrojado desde el interior de la tierra hacia la atmósfera. La erupción ocurrió en dos fases, la primera más moderada comenzó el 21 de junio y duró solo 16 horas. La segunda, comenzada el 11 de agosto a las 12:00 horas fue mucho mayor y provocó el nacimiento de un segundo cráter.
La nube de cenizas que expulsó el volcán se elevó por sobre los 8000 metros sobre el cráter, siendo coronada por una gran nube casquete-esférica con frecuentes y luminosas descargas eléctricas. Este conjunto fue inmediatamente transportado por los vientos llevándose progresivamente hasta alcanzar más de 12.000 metros al ingresar a territorio argentino.
Los espesores de ceniza caída sobre el valle cercano al volcán oscilaron entre los 0,45 a 1,20 metros, tratándose de la suma de las diferentes capas que se diferencian en base al tamaño de la tefra (término que involucra a todo el material suelto y de cualquier tamaño eyectado por el volcán). En las cercanías del Volcán el material caído alcanzó tamaños de hasta 45 centímetros.
Los ríos que existen en la zona del Hudson han transportado un volumen considerable del material expedido, merced a su baja densidad (aprox. Menos de 1g/cm39) que fue redistribuido al llegar al lago General Carrera alcanzando las costas de Los Antiguos.